# Лжец (пьеса)
«Лжец» или «Лгун» (фр. Le Menteur) — комедия французского драматурга Пьера Корнеля, впервые поставленная на сцене в 1644 году. Написана по мотивам пьесы испанского драматурга Хуана Руиса де Аларкона «Сомнительная правда». Корнель здесь впервые использовал приём упрощения характера до одной доминирующей черты, ставший ключевым для комедии классицизма.
Главный герой пьесы — французский дворянин Дорант, который постоянно говорит неправду. Однако, в отличие от испанского оригинала, здесь это не порок, а скорее искусство, вызывающее симпатию зрителей. По сравнению с ранними комедиями Корнеля сюжет здесь достаточно прост: основными мотивами являются порок Доранта и путаница с именами двух девушек.
«Лжец» считается наиболее известной из комедий Корнеля. Она имела большой успех у первых зрителей, но современные исследователи констатируют, что она слишком легковесна, а её комизм очень поверхностен. Позже драматург написал «Продолжение Лжеца».